# Achtum-Uppen
Achtum-Uppen è una frazione (Stadtteil) della città di Hildesheim, nel land della Bassa Sassonia, in Germania.

## Storia
Già comune autonomo nel circondario di Hildesheim-Marienburg, fu soppresso e incorporato a Hildesheim il 1º marzo 1974.